# Ioana a II-a, Contesă de Burgundia
Ioana a II-a, Contesă de Burgundia (franceză Jeanne de Bourgogne; 15 ianuarie 1292 – 21 ianuarie 1330), a fost fiica cea mare a lui  Otto al IV-lea, Conte de Burgundia și a soției acestuia, Matilda, Contesă de Artois. S-a căsătorit în 1307 cu Filip al Franței, al doilea fiu al regelui Filip al IV-lea al Franței. Ioana a avut cel puțin șapte copii dintre care numai patru fiice au supraviețuit.
1. ↑  Les hommes célèbres et les personnalités marquantes de Franche-Comté. Du IVe siècle à nos jours[*], p. 38 Verificați valoarea |titlelink= (ajutor)